# Худоназаров, Давлатназар
Давлатназар Худоназаров (род. 13 марта 1944, Хорог) — советский, таджикский кинодокументалист, политик и общественный деятель. Народный артист Таджикской ССР (1989).

## Биография
Родился в семье педагогов. Мать — учительница начальных классов. Отец преподавал, был директором школы, руководил районным и областным отделами образования, республиканским институтом усовершенствования учителей.
Кинокарьера Худоназарова началась рано. В 1958 году, в возрасте 14 лет он был помощником оператора Николая Олоновского. Позднее уехал на учёбу в Москву, где в 1965 году окончил операторский факультет ВГИКа (мастерская Л. В. Косматова). По окончании работал оператором-постановщиком игровых и документальных фильмов для кино и телевидения на студии «Таджикфильм». Операторские работы отличались чувством стиля и мастерским владением средствами киноязыка. Считается, что работы Худоназарова в качестве оператора, сценариста и режиссёра заложили основу поэтического направления в таджикском кинематографе.
Дипломная работа Худоназарова, документальный фильм «Колыбельная» (1966), была запрещена, а копии фильма сожжены. В 1969 году он принял участие в съёмках своей первой художественной картины, фильма «Джура Саркор». В 1979 году дебютировал как режиссёр фильмом «Юности первое утро». В 1983 году снял первый фильм по своему сценарию, документальный «Нас водила молодость».
С начала Перестройки Худоназаров постепенно отходит от творчества, всё больше времени и сил уделяя общественной, а затем и политической деятельности. В 1986 году несмотря на противодействие со стороны ЦК Компартии Таджикистана он избирается первым секретарем Союза кинематографистов Таджикской ССР. В 1989 году Худоназаров побеждает на выборах народного депутата СССР от родного Шугнана. На Съезде народных депутатов СССР он вошёл в состав комитета по образованию, науке и культуре. Примкнул сначала к Московской группе депутатов, впоследствии стал членом Межрегиональной депутатской группы. Летом 1990 года Худоназарова избирают Председателем Федерации Союза кинематографистов СССР. В 1990—1991 годах являлся членом ЦК КПСС. В мае 1991 года участвовал в преобразовании Союза кинематографистов СССР в Конфедерацию Союзов кинематографистов, что после распада СССР позволило сохранить организацию.
Осенью 1991 года Худоназаров при поддержке Демократической партии Таджикистана, Партии исламского возрождения, Национально-демократического движения «Растохез» и мусульманского духовенства был выдвинут кандидатом на первых в истории Таджикистана выборах президента. 24 ноября 1991 года он набрал около 30 % голосов и потерпел поражение от кандидата бывшей коммунистической элиты «ленинабадца» Рахмона Набиева. После начала в 1992 году гражданской войны в Таджикистане Худоназаров занимается миротворческой деятельностью. В 1993 году, после объявления наряду с другими сторонниками оппозиции в международный розыск как государственного преступника, он по приглашению американских кинематографистов уезжает в США.
С октября 1993 по август 1994 года Худоназаров был приглашённым учёным в Woodrow Wilson Center, также сотрудничал с Институтом Джорджа Кеннана, продолжая заниматься миротворческой и гуманитарной деятельностью в Таджикистане. В 1995 году возвращается в Россию. Живя в Москве, сотрудничает с организациями по защите прав беженцев из Таджикистана и Афганистана, являясь в частности представителем международной гуманитарной организации «Фокус». В начале 2000-х возвращается в политику, возглавив московское отделение партии «Союз людей за образование и науку», а также став одним из заместителей председателя.
Жена — правозащитница Говхар Джураева, супруги имеют сына.

## Фильмография

### Режиссёр
- 1966 — Колыбельная (короткометражный, автор сценария)
- 1979 — Юности первое утро (телефильм)
- 1982 — В талом снеге звон ручья
- 1983 — Нас водила молодость (документальный, автор сценария)
- 1984 — Лётчик (документальный, автор сценария)
- 1984 — Рождение (документальный, автор сценария)
- 1985 — Истоки (документальный, автор сценария)
- 1987 — Устод (документальный, автор сценария)
- 1995 — Мечта о независимости (документальный, видео, автор сценария, США)

### Оператор
- 1966 — Колыбельная (короткометражный)
- 1969 — Джура Саркор
- 1971 — Сказание о Рустаме
- 1974 — Одной жизни мало
- 1975 — Семейные дела Гаюровых (телефильм)
- 1976 — Сказание о Сиявуше
- 1977 — Кто поедет в Трускавец? (телефильм)

## Актёр
- 2003 — The Song of the Little Road (США)

## Звания и награды
- 1972 — Гос. премия Таджикской ССР им. Рудаки за фильм «Сказание о Рустаме»
- 1977 — Заслуженный работник культуры Таджикской ССР